# Hatzegopteryx
A Hatzegopteryx a hüllők (Reptilia) osztályának a pteroszauruszok (Pterosauria) rendjébe, ezen belül a Pterodactyloidea alrendjébe és az Azhdarchidae családjába tartozó nem.

## Felfedezése, rendszertani besorolása
A Hatzegopteryx („hátszegi szárny”) hiányos csontvázát Erdélyben, a Hátszegi-medencében találták meg. A Hatzegopteryx következők részeit sikerült megtalálni: koponya darabok, bal felkarcsont és egyéb, kisebb fosszilis maradványok. Habár kevés kövület került elő, a maradványok mérete és elhelyezkedése arra a következtetésre utal, hogy ez a pteroszaurusz a valaha létező legnagyobb repülő élőlények egyike volt.
Ezt az óriás méretű pteroszauruszt 2002-ben fedezték fel. Leírói a francia Eric Buffetaut, valamint a romániai Dan Grigorescu és Csiki Zoltán. A fajt eddig csak a Hatzegopteryx thambema nevű típusfajnak köszönhetően ismertük. Azonban még nem biztos, hogy a Hatzegopteryx thambema önálló faj-e vagy a kevésbé ismert és tanulmányozott Quetzalcoatlus northropi szinonimája. Ha a jövőben bebizonyosodik, hogy a Quetzalcoatlus northropi nem nomen dubium, akkor meglehet, hogy a Hatzegopteryx ennek a fiatal szinonimájává fog válni.
A holotípust (FGGUB R 1083A) a maastrichti korszakhoz tartozó Densus Ciula Formation-ban fedezték fel. Ez egy koponya hátsó részéből és egy bal felkarcsontból áll. A közelben még találtak egy maradványt, melynek a FGGUB R1625 nevet adták; ez egy 38,5 centiméter hosszú, töredékes combcsontból áll. Az utóbbi kövület egyesek szerint szintén a Hatzegopteryxhez tartozik.

## Neve
A Hatzegopteryx thambema jelentése: Hatzegopteryx = „hátszegi szárny”; thambema = „szörny” (görög nyelv).

## Megjelenése
A kövületek alapján a Hatzegopteryx óriás méretű lehetett. Az őslénykutatók összehasonlítva a Hatzegopteryx maradványokat a Quetzalcoatlus kövületeivel, arra a következtetésre jutottak, hogy a 2002-ben felfedezett pteroszaurusz körülbelül 15-20 méteres szárnyfesztávolsággal rendelkezett. Azonban 2003-ban, további kutatások után, az állat becsült szárnyfesztávolságát lecsökkentették 12 méterre. A Hatzegopteryx koponya hossza körülbelül 2,5 méter lehetett. 2010-ben Mark Witton pontosabb mérések után még jobban lecsökkentette a Hatzegopteryx becsült szárnyfesztávolságát, körülbelül 10-11 méteresre, így az állat már nem nagyobb a Quetzalcoatlusnál.

## Popkulturális hatás
A BBC 2011-es „Planet Dinosaur” című dokumentumfilm sorozat utolsó epizódjában láthatjuk, amint Hatzegopteryxek Magyarosaurusokra vadásznak.

## Képek

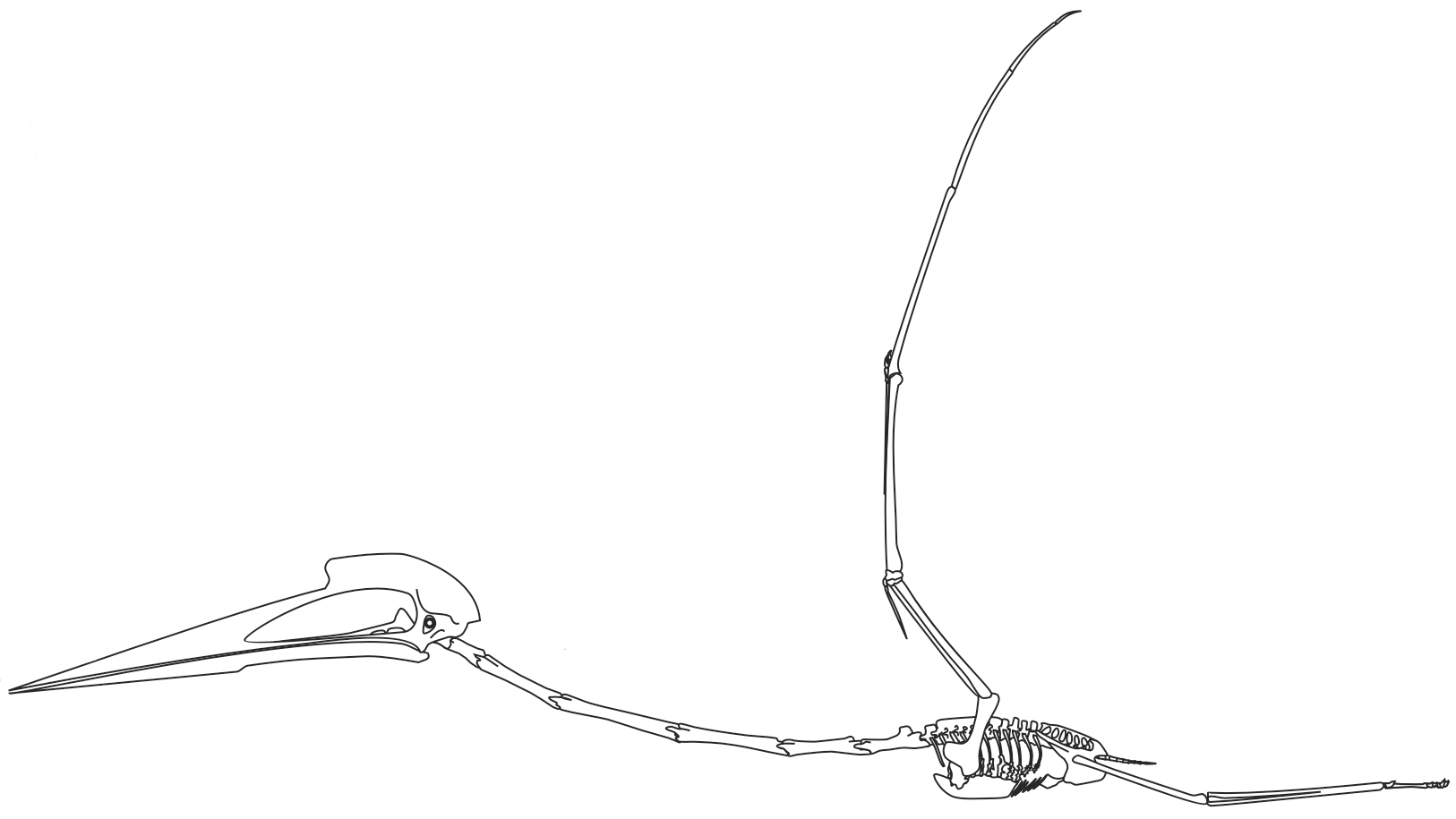
Rajz a csontvázról
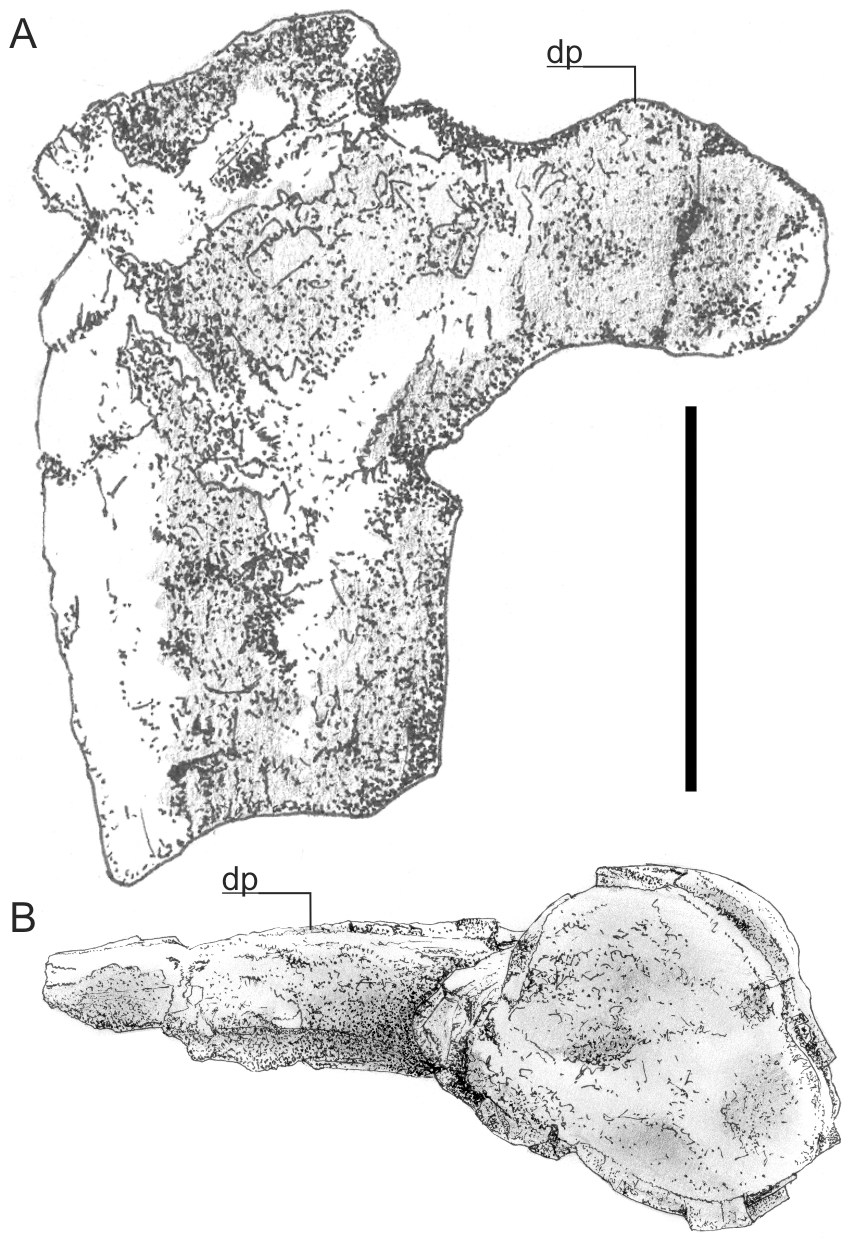
és a felkarcsontról

## Fordítás
Ez a szócikk részben vagy egészben  a   Hatzegopteryx című angol Wikipédia-szócikk ezen változatának fordításán alapul.  Az eredeti cikk szerkesztőit annak laptörténete sorolja fel. Ez a jelzés csupán a megfogalmazás eredetét és a szerzői jogokat jelzi, nem szolgál a cikkben szereplő információk forrásmegjelöléseként.